# 于尔代斯
于尔代斯（法語：Urdès，法語發音：[yʁdɛs]）是法国大西洋比利牛斯省的一个旧市镇，位于该省北部偏东，属于波城区。2024年1月1日，于尔代斯并入市镇拉克。

## 地理
于尔代斯（43°26'35"N, 0°35'19"W）面积5.89 平方千米，位于法国新阿基坦大区大西洋比利牛斯省，该省份为法国东南部省份，涵盖了贝阿恩与北巴斯克，西临大西洋比斯開灣，北至朗德省，东北接热尔省，东临上比利牛斯省，南与西班牙接壤。
与于尔代斯接壤的市镇（或旧市镇、城区）包括：阿尔泰兹德贝阿恩、卡斯蒂永（阿尔泰兹德贝阿恩县）、多阿宗、拉克、塞尔圣玛丽。
于尔代斯的时区为UTC+01:00、UTC+02:00（夏令时）。

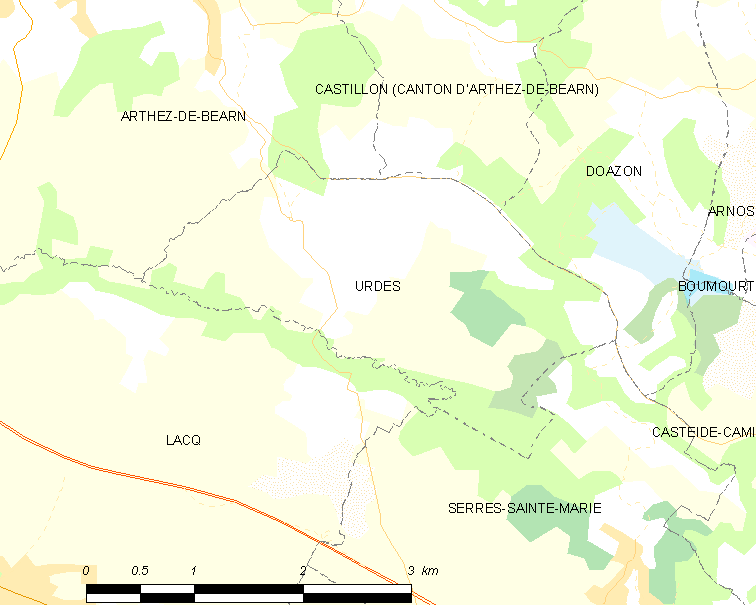
于尔代斯的OSM定位图

## 行政
于尔代斯的邮政编码为64370，INSEE市镇编码为64541。

## 政治
于尔代斯所属的省级选区为阿尔蒂克斯和苏贝斯特尔地区县。

## 人口

1962-2008年间于尔代斯人口变化图示

于尔代斯于2021年1月1日时的人口数量为304人。